# Miliusa horsfieldii
Miliusa horsfieldii är en kirimojaväxtart som först beskrevs av John Johannes Joseph Bennett och som fick sitt nu gällande namn av Jean Baptiste Louis Pierre.
Miliusa horsfieldii ingår i släktet Miliusa och familjen kirimojaväxter. IUCN kategoriserar arten globalt som sårbar. Inga underarter finns listade i Catalogue of Life.